# Кажгалєєв Муртас Муратович
Муртас Кажгалєєв (нар. 17 листопада 1973) — казахський шахіст, гросмейстер від 1998 року.

## Шахова кар'єра
На міжнародній арені з'явився після розпаду Радянського Союзу, невдовзі увійшов до числа провідних казаських шахістів. У 1995 i 1999 роках двічі взяв участь у командних чемпіонатах Азії, 1999 року здобувши в Шеньяні срібну медаль в командному заліку. 1997 року захищав кольори національної збірної на командному молодіжному (до 26 років) чемпіонаті світу, який відбувся в Саенс Пеньї, здобувши дві медалі (золоту в особистому заліку на 3-й шахівниці, а також срібну у командному заліку) а також на командному чемпіонаті світу, який відбувся в Люцерні, на якому здобув срібну медаль в особистому заліку на 3-й шахівниці. Крім того, між 1996 і 2010 роками п'ять разів (зокрема двічі на першій шахівниці) брав участь у шахових олімпіадах.
2005 року посів у Гайдрабаді 5-те місце на чемпіонаті Азії i кваліфікувався на кубок світу, який пройшов у Ханти-Мансійську, де в 1-му колі здолав Євгена Алексєєва, a в другому поступився Теймурові Раджабову. 2006 року здобув у Досі золоту медаль у швидких шахів на азійських іграх, 2007 року у Аомині — дві срібні медалі Азійських іграх у приміщенні (в класичних шахах, а також бліці), крім того 2009 року у В'єтнамі — бронзову медаль у швидких шахах на Азійських іграх у приміщенні.
Досягнув інших успіхів на міжнародних змаганнях, зокрема:
- поділив 1-ше місце в Каннах (1996, разом із, зокрема, Меттью Садлером, Младеном Палацом, Джозефом Галлахером i Йосипом Дорфманом),
- посів 2-ге місце в Каннах (1999, позаду Владислава Ткачова),
- поділив 1-ше місце в Каннах (2000, разом з Крістіаном Бауером),
- поділив 1-ше місце в Ніцці (2000, разом з Александиром делчевим i Робертом Зелчичем),
- посів 1-ше місце в Новокузнецьку (2001),
- посів 1-ше місце в Ніцці (2001),
- посів 1-ше місце в Еврі (2004),
- поділив 1-ше місце в Іссі-ле-Муліно (2004, разом зі Слімом Белходжою),
- поділив 1-ше місце в Парижі (2004, разом з Павлом Трегубовим, Максимом Ваш'є-Лагравом, Альберто Давідом, Аміром Багері, Костянтином Ландою i Жаном-Марком Дегревом),
- посів 1-ше місце в Фурмі (2005),
- посів 1-ше місце в Парижі (2006),
- поділив 2-ге місце в Москві (2008, турнір Moscow Open, позаду Артема Тимофєєва, разом із, зокрема, Ігорем Курносовим, Баадуром Дробавою, Захаром Єфименком i Олександром Моїсеєнком),
- поділив 1-ше місце в Парижі (2009, разом з Сергієм Федорчуком),
- поділив 2-ге місце в Рієці (2009, позаду Гжегожа Гаєвського, разом із, зокрема, Боркі Предоєвичем, Ельтаджем Сафарлі i Борисом Чаталбашевим),
- посів 1-ше місце в Фурмі (2010),
- поділив 2-ге місце в Манілі (2010, позаду Антона Філіппова, разом з Тамазом Гелашвілі), Найвищий рейтинг Ело дотепер мав станом на 1 листопада 2009 року, досягнувши 2653 пунктів, посідав тоді 77-ме місце в світовій класифікації ФІДЕ, водночас посідав 1-ше місце серед казахських шахістів[9].

## Зміни рейтингу
| На цьому місці має відображатися графік чи діаграма, однак з технічних причин його відображення наразі вимкнено. Будь ласка, не видаляйте код, який викликає це повідомлення. Розробники вже працюють для того, щоби відновити штатне функціонування цього графіка або діаграми. | |
| | На цьому місці має відображатися графік чи діаграма, однак з технічних причин його відображення наразі вимкнено. Будь ласка, не видаляйте код, який викликає це повідомлення. Розробники вже працюють для того, щоби відновити штатне функціонування цього графіка або діаграми. |